# Bernhard Samuel Berend
Bernhard Samuel Berend (* 14. November 1801 in Potsdam; † 31. Dezember 1864 in Berlin) war ein deutsch-jüdischer Unternehmer und Bankier.

## Leben
Er war der älteste Sohn des Kaufmanns und Bankiers Samuel Bacher Berend und dessen Ehefrau Rebecca, Tochter des Kaufmanns Herz Wulff. Er kam mit seinen Eltern 1813 nach Berlin und wohnte ab 1814 mit seinen Eltern im Haus Unter den Linden 35 (alte Zählung). 1824 heiratete er in Magdeburg Philippine, Tochter des Bankiers Meyer Sussmann in Magdeburg. 1827 erhielt er das Berliner Bürgerrecht. Nach dem Tod seines Vaters 1828 wurden er und seine Brüder Herz (Hermann) Samuel (1803–1859) und Philipp Samuel (1804–1854) Mitinhaber der Firma Gebr. Berend & Co. Er wurde aber der eigentliche Leiter der Zuckersiederei in der Neuen Friedrichstraße 9/10. Gemeinsam mit seinen Brüdern führte er auch die Firma S. B. Berend als S. B. Berend Söhne weiter. Er wurde in den Jahren 1842, 1845, 1848 und 1849 zum Stadtverordneten gewählt, wurde Kommerzienrat, Ältester der Kaufmannschaft (1855–1861), langjähriges Mitglied der Gesellschaft der Freunde und General-Agent der 1853 in Erfurt gegründeten Versicherungsgesellschaft Thuringia. Nach seinem Tod blieben seine Söhne Hermann Bernhard, Siegfried Bernhard und Ernst Bernhard die Inhaber der Firma Gebr. Berend u. Co.